# Jacopo Bartolomeo Beccari
Jacopo Bartolomeo Beccari (25 tháng 7 năm 1682 - 18 tháng 1 năm 1766) là một nhà hóa học người Ý, một trong những nhà khoa học hàng đầu ở Bologna trong nửa đầu thế kỷ 18. Ông chủ yếu được biết đến với tư cách là người phát hiện ra gluten trong bột mì.

## Đời tư
Jacopo Bartolomeo Beccari sinh ra ở Bologna vào ngày 25 tháng 7 năm 1682. Năm 1737, ông là người đầu tiên theo học các khóa học về hóa học tại một trường đại học Ý. Ông đã thực hiện nghiên cứu quan trọng về sự phát lân quang của các vật thể, và nghiên cứu phép đo cường độ của ánh sáng phát ra (De rebus aliisque adamant in phosphorum numerumferendis, 1745). Ông cũng nghiên cứu tác động của ánh sáng lên muối bạc (De vi, quam ipsa per se lux habet, non colores modo, sed etiam texturam rerum, salvis interdum coloribus, immutandi, 1757). Từ những nhận xét của mình về foraminifera, ông được coi là một trong những người tiên phong về vi sinh vật học.
Trong quá trình làm việc tại Học viện Khoa học của Viện Bologna, Beccari đã tìm cách làm cho quần thể chống chọi với nạn đói thông qua một kiểu ăn kiêng khẩn cấp mới.
Beccari qua đời tại Bologna vào ngày 18 tháng 1 năm 1766.